# Malus angustifolia
Espèce
Synonymes
- Malus angustifolia var. angustifolia[1]
- Pyrus angustifolia Aiton[1] [2]

Malus angustifolia, le Pommetier austral, est une espèce de plantes à fleurs de la famille des Rosaceae. C'est un pommier sauvage originaire de l'est et du centre-sud des États-Unis.

## Liste des variétés
Selon Catalogue of Life (13 mai 2017) :
- variété Malus angustifolia var. puberula

Selon The Plant List (13 mai 2017) :
- variété Malus angustifolia var. puberula (Rehder) Rehder

Selon Tropicos (13 mai 2017) (Attention liste brute contenant possiblement des synonymes) :
- variété Malus angustifolia var. angustifolia
- variété Malus angustifolia var. puberula (Rehder) Rehder
- variété Malus angustifolia var. spinosa (Rehder) C.F. Reed